# 1월 15일
1월 15일은 그레고리력으로 15번째(윤년일 경우도 15번째) 날에 해당한다.

## 사건
- 69년 - 로마 제국의 일곱 번째 황제 오토가 스스로 황제임을 자처하면서 권력을 잡다.
- 1559년 - 영국 런던의 웨스트민스터 대성당에서 엘리자베스 1세 영국 여왕의 대관식이 열리다.
- 1892년 - 제임스 네이스미스가 농구 규칙을 발표하다.
- 1919년 - 독일의 사회주의 혁명가 로자 룩셈부르크와 카를 리프크네히트가 암살됨
- 1943년 - 세계에서 제일 큰 오피스 건물인 미 국방성 본부인 5각의 펜타곤(버지니아주)이 완성된다.
- 1946년 - 남조선국방경비대 창설.
- 1970년 - 비아프라가 멸망하다.
- 1982년 - OB베어스가 창단하다.
- 1987년 - 대한민국, 박종철 사망 발표.
- 2001년 - 위키 기반의 웹 백과사전인 위키백과가 탄생하다.
- 2006년 - 김정일 조선노동당 총비서가 후진타오 중국 국가주석과 정상회담하다.
- 2009년 - US 에어웨이스 1549편 불시착 사고: 미국 뉴욕주 뉴욕 라과디아 공항을 출발, 노스 캐롤라이나 주 샬럿으로 향하던 에어버스 A320 여객기가 센트럴 파크 인근 허드슨강에 불시착하다.
- 2013년 - 외발산동 버스 차고지에서 방화가 원인인 화재가 발생해, 운행을 마치고 주박중인 버스 30대가 전소되었고 , 8대가 일부분 에 불에 탔다.
- 2014년 - 이틀에 걸쳐 시행된 이집트 신헌법에 대한 국민투표가 투표율 38.6%, 찬성율 98.1%로 통과되다.
- 2023년 - 예티 항공 691편 추락 사고를 일어났다.
- 2025년 - 대한민국 헌정사상 초유 현직 대통령 내란 혐의로 윤석열이 체포되었다.

## 문화
- 1961년 - 로마 피우미치노 공항 개항.
- 1975년 - 대한민국 정부가 국무회의에서 석가탄신일을 법정공휴일로 지정, 공포했다.
- 2007년 - 달빛조각사의 첫 출판일.
- 2015년 - 걸그룹 여자친구 데뷔.
- 2016년 - 걸그룹 카라가 데뷔 9년만에 전격 해체하였다.

## 탄생
- 961년 - 고려의 제6대 국왕 성종. (~997년)
- 1169년 - 고려의 문신 이규보. (~1241년)
- 1622년 - 프랑스의 극작가 몰리에르. (~1673년)
- 1754년 - 프랑스의 혁명기 때 정치가 자크 피에르 브리소. (~1793년)
- 1809년 - 프랑스의 사상가 피에르조제프 프루동. (~1865년)
- 1850년
  - 루마니아의 시인 미하이 에미네스쿠. (~1889년)
  - 러시아의 수학자 소피야 코발렙스카야. (~1891년)
- 1875년 - 미국의 육상 선수 토머스 버크. (~1929년)
- 1891년 - 미국 프로 야구 클리블랜드 인디언스의 선수 레이 채프먼. (~1920년)
- 1892년 - 일제 강점기의 관료 박재홍. (~1977년)
- 1895년
  - 대한민국의 기업인 유일한. (~1971년)
  - 핀란드의 생화학자 아르투리 일마리 비르타넨. (~1973년)
- 1905년 - 대한민국의 교육자 송금선. (~1987년)
- 1908년 - 헝가리 출신 유대계 미국인 물리학자 에드워드 텔러. (~2003년)
- 1912년 - 프랑스의 정치인 미셸 드브레. (~1996년)
- 1917년 - 미국의 배우 일레인 라일리. (~2015년)
- 1920년 - 미국의 야구인 스티브 그로멕. (~2002년)
- 1922년
  - 대한민국의 정치인 이원경. (~2007년)
  - 대한민국의 비전향 장기수 리세균. (~2013년)
- 1923년 - 중화민국의 정치인, 총통 리덩후이. (~2020년)
- 1924년 - 독일의 성직자, 음악가 게오르크 라칭거. (~2020년)
- 1926년 - 우즈베크 소비에트 사회주의 공화국의 정치인 라피크 니쇼노프. (~2023년)
- 1929년 - 미국의 목사 마틴 루터 킹 주니어. (~1968년)
- 1932년
  - 대한민국의 정치인 윤재명.
  - 미국의 육상 선수 딘 스미스. (~2023년)
- 1934년
  - 대한민국의 격투 선수 송순천. (~2019년)
  - 대한민국의 기업가, 정치인 박유재.
- 1936년 - 대한민국의 성우 김현직. (~2002년)
- 1937년
  - 대한민국의 인혁당 사건의 피해자 이수병. (~1975년)
  - 영국의 기업인 데이비드 골드. (~2023년)
  - 대한민국의 성우 김계원. (~2012년)
- 1938년 - 대한민국의 정치인 유한열.
- 1939년 - 대한민국의 광물학자 김수진. (~2025년)
- 1941년 - 중화민국의 정치인 스밍더. (~2024년)
- 1942년 - 대한민국의 전문직업인 이현구.
- 1943년
  - 대한민국의 정치인 정구용. (~2025년)
  - 일본의 배우 키키 키린. (~2018년)
- 1947년 - 대한민국의 교육인 정홍섭. (~2024년)
- 1948년
  - 대한민국의 배우, 성우 황정아.
  - 대한민국의 기업인 정우현.
- 1949년
  - 대한민국의 배우 김창숙.
  - 스페인의 축구서포터 큰 북의 마놀로. (~2025년)
- 1950년 - 일본의 정치인 이와쿠라 히로후미. (~2025년)
- 1951년 - 대한민국의 정치인 박일환.
- 1952년 - 조선민주주의인민공화국의 외교관 김광섭.
- 1953년 - 대한민국의 배우 신동훈.
- 1955년 - 일본의 성우 타나카 마유미.
- 1957년
  - 미국의 작가 로버트 라이트.
  - 미국의 영화감독 마리오 밴 피블스.
- 1958년 - 대한민국의 정치인, 기초자치단체장 고남석.
- 1959년
  - 대한민국의 가수 이혜민.
  - 대한민국의 교육인 정병걸.
  - 대한민국의 금융인, 정치인 주진형.
  - 대한민국의 가수 홍서범.
  - 불가리아의 레슬링 선수 란겔 게로프스키. (~2004년)
- 1962년
  - 대한민국의 배우 이상숙.
  - 이탈리아의 배우 마르게리타 부이.
- 1964년 - 대한민국의 배우 박충선.
- 1966년 - 대한민국의 공무원 문승욱.
- 1968년 - 대한민국의 정치인 신영대.
- 1969년
  - 대한민국의 언론인,정치인 한민수.
  - 대한민국의 서양화가 서경희.
- 1970년
  - 대한민국의 성우 이주창.
  - 미국의 프로레슬링 선수 셰인 맥마흔.
- 1971년
  - 대한민국의 아나운서 황정민.
  - 대한민국의 법조인 심우정.
  - 미국의 배우 리자이나 킹.
- 1972년 - 대한민국의 성우 박만영.
- 1973년
  - 대한민국의 기업 출신 정치인 김병관.
  - 대한민국의 탁구 선수 주영대.
  - 이집트의 축구인 에삼 엘하다리.
- 1974년
  - 대한민국의 배우 신소민.
  - 대한민국의 야구 선수 황성관.
- 1975년 - 대한민국의 야구 선수 김영수.
- 1976년
  - 대한민국의 배우 현우섭.
  - 대한민국의 성악가 임선혜.
- 1977년
  - 대한민국의 배우 진재영.
  - 대한민국의 앵커, 연출가 김현정.
  - 이탈리아의 정치인 조르자 멜로니.
- 1978년
- 1979년
  - 대한민국의 성우 홍희숙.
  - 대한민국의 기상 캐스터, 방송인 박신영.
  - 중화민국의 가수, 배우 주샤오톈.
- 1980년 - 대한민국의 성우 박서진.
- 1981년
  - 미국의 랩 가수 핏불.
  - 세네갈의 축구 선수 엘 하지 디우프.
  - 대한민국의 가수 최예나.
  - 부르키나파소의 육상 선수 위그 파브리스 장고.
- 1982년
  - 대한민국의 전 가수, 배우 강세정.
  - 대한민국의 배우 최하나.
- 1983년 - 대한민국의 가수 이오타.
- 1984년
  - 일본의 성우 요나가 츠바사.
  - 대한민국의 배우 임은경.
- 1985년
  - 대한민국의 배우 클라라.
  - 우즈베키스탄의 권투 선수 바호디르존 술토노프.
- 1986년 - 대한민국의 성악가 이효재.
- 1987년
  - 대한민국의 축구 선수 심영성.
  - 대한민국의 배우 곽시양.
  - 미국의 배우, 모델 켈리 켈리.
  - 미국의 배우 마이클 시터.
- 1988년 - 대한민국의 가수 Jun. K (2PM).
- 1989년 - 오스트레일리아의 배우 라이언 코.
  - 대한민국의 래퍼  박동민 (점퍼).
- 1990년
  - 대한민국의 가수 린아.
  - 대한민국의 가수 백지웅.
- 1991년
  - 대한민국의 레이싱 모델 이은서.
  - 대한민국의 럭비 선수 안드레 진.
  - 대한민국의 가수 양화.
  - 스페인의 축구 선수 마르크 바르트라.
  - 미국의 레슬링 선수 애들린 그레이.
- 1992년
  - 대한민국의 전직 스타크래프트 프로게이머 이경민.
  - 노르웨이의 축구 선수 조슈아 킹.
  - 네델란드의 축구 선수 요옐 펠트만.
- 1993년
  - 중화인민공화국의 바둑 기사 탕웨이싱.
  - 대한민국의 배우 이효나.
  - 중화인민공화국의 역도 선수 리파빈.
- 1994년
  - 대한민국의 가수 형원 (몬스타엑스).
  - 시리아의 축구 선수 오마르 크르빈.
  - 잉글랜드의 축구 선수 에릭 다이어.
  - 중화인민공화국의 탁구 선수 천멍.
- 1995년
  - 대한민국의 전 리그 오브 레전드 프로게이머 리라.
  - 대한민국의 기계체조 선수 허선미.
  - 대한민국의 전 야구 선수 이재근.
- 1996년
  - 대한민국의 바둑 기사 김채영.
  - 미국의 배우, 가수 도브 캐머런.
- 1997년
  - 대한민국의 가수 최예근.
  - 대한민국의 쇼핑호스트 장가희.
- 1998년
  - 대한민국의 가수 주연 (더보이즈).
  - 대한민국의 가수 HYNN.
- 1999년
  - 대한민국의 축구 선수 오세훈.
  - 대한민국의 사격 선수 조영재.
- 2000년
  - 대한민국의 가수 수현 (Billlie).
  - 대한민국의 성우 한혜원.
- 2003년 - 일본의 야구 선수 마메다 다이시.
- 2004년
  - 대한민국의 배우 이영은.
  - 대한민국의 가수 윤아.
- 2005년 - 일본의 아이돌 시미즈 리오.

### 미상
- 일본의 성우 키리타니 초초.
- 대한민국의 가수 루이드 (김기범).

## 사망
- 69년 - 로마 제국의 제6대 황제 갈바. (기원전 3년~)
- 1394년 - 조선 태조의 1왕자 진안대군. (1354년~)
- 1595년 - 오스만 제국의 12대 술탄 무라트 3세. (1546년~)
- 1919년 - 독일 마르크스주의 혁명가 로자 룩셈부르크와 카를 리프크네히트. (1871년~)
- 1931년 - 대한민국의 정치인 이동진. (1931년~)
- 1957년 - 대한민국의 군인 지청천. (1888년~)
- 2005년 - 미국의 영화배우 루스 워릭. (1916년~)
- 2013년 - 일본의 영화 감독 겸 시나리오 작가 오시마 나기사. (1932년~)
- 2014년 - 영국의 영화배우 로저 로이드팩. (1944년~)
- 2016년 - 대한민국의 경제학자 신영복. (1941년~)
- 2017년 - 미국의 프로레슬링 선수 지미 스누카. (1943년~)
- 2018년 - 아일랜드의 싱어송라이터 돌로레스 오리오던. (1971년~)
- 2019년 - 미국의 배우, 희극인, 가수, 댄서 캐럴 채닝. (1921년~)
- 2020년 - 대한민국의 기자 김영희. (1936년~)
- 2021년
  - 대한민국의 기초단체장 심의조. (1938년~)
  - 일본의 소설가 오마키 후지오. (1928년~)
  - 칠레의 축구 선수 비센테 칸타토레. (1935년~)
- 2022년 - 이탈리아의 패션 디자이너 겸 기업인 니노 세루티. (1930년~)
- 2024년
  - 대한민국의 아나운서 김승한. (1937년~)
  - 대만의 정치인 스밍더. (1941년~)
  - 대한민국의 교수 채경철. (1949년~)
- 2025년
  - 미국의 농구선수 거스 윌리엄스. (1953년~)
  - 미국의 영화감독 데이비드 린치. (1934년~)
  - 프랑스의 영화감독 자노 슈와르크. (1937년~)
  - 대한민국의 성우 이재명. (1946년~)

## 기념일
- 북한의 한글날(조선글날)

## 같이 보기
- 전날: 1월 14일 다음날: 1월 16일 - 전달: 12월 15일 다음달: 2월 15일
- 음력: 1월 15일
- 모두 보기